# Бине, Иза
И́за Би́не (латыш. Iza Bīne; 13 октября 1928 — 28 июля 2006) — советская и латвийская актриса.

## Биография
Иза Бине родилась 13 октября 1928 года в Риге, в семье творческих работников. Отец — художник Екабс Бине, мать — драматург Антония Бине, брат — актёр Янис Бине.
Окончила Рижское художественное училище (1949) и актёрскую студию Театра Дайлес (1949).
После короткого пребывания в труппе Театр Дайлеса, работала актрисой драматического ансамбля Дома культуры Латвийского общества профессиональных союзов (1949—1959) и Лиепайского государственного театра (1959—1995).
Организовала и принимала деятельное участие в работе фольклорной студии «Atštaukas».
За многолетнее служение искусству была награждена Почётным знаком Ордена Трёх звёзд.
В 1980 году снялась в фильме режиссёра Дзидры Ритенберги «Вечерний вариант», где сыграла небольшую роль учителя физики в вечерней школе.
Была замужем за театральным критиком Валтом Гревиньшем; во втором браке — за театральным работником Леоном Лилейко.

## Награды
- Золотой Почётный знак Ордена Трёх звёзд (3.11.2000)

## Творчество

### Роли в театре

#### Лиепайский государственный театр
- 1961 — «Анна Каренина» Л. Н. Толстого — Долли
- 1969 — «В какую гавань?» Арвида Григулиса — Ли Мейер
- 1970 — «Странная миссис Сэвидж» Джона Патрика — Миссис Пэдди
- 1976 — «Чао!» Марка-Жильбера Соважона — Мартина
- 1977 — «Моя прекрасная леди» Фредерика Лоу по пьесе Бернарда Шоу «Пигмалион» — Миссис Хиггинс
- 1978 — «Дом Бернарды Альбы» Федерико Гарсиа Лорки — Мария Хосефа
- 1984 — «Семья Зитаров» по роману Вилиса Лациса — Алвине
- 1986 — «Швейк» по роману Ярослава Гашека — Баронесса фон Боценгейм
- 1990 — «Ночная тьма» Робера Тома по роману Агаты Кристи — Марго Варне
- 1990 — «Сказки Венского леса» Эдёна фон Хорвата — Баронесса
- 1992 — «Урок танцев» А. Салбака — Роза
- 1994 — «Всё из-за этой шальной Паулины» по рассказу Визмы Белшевицы — Лизбет

### Фильмография
- 1980 — Вечерний вариант — учитель